# 나카노촌 (후쿠시마현 시노부군)
나카노촌(中野村)은 후쿠시마현 시노부군에 설치하였던 촌이다. 1955년 3월 31일 나카노촌 및 시노부군 이자카정, 히라노촌, 다테군 유노정, 히가시유노촌, 모니와촌 등 6개 정·촌이 합병하여 이자카정이 신설되고 폐지되었다.